# Kizil-kum
A Kizil-kum (üzbégül: Qizilqum, kazahul: Қызылқұм, jelentése Vörös homok) egy közép-ázsiai sivatag, melyet északkeletről a Szir-darja, délnyugatról az Amu-darja, északnyugatról pedig az Aral-tó határol. 298 000 négyzetkilométeres területén Kazahsztán, Üzbegisztán és kis részben Türkmenisztán osztozik.

## Földrajza

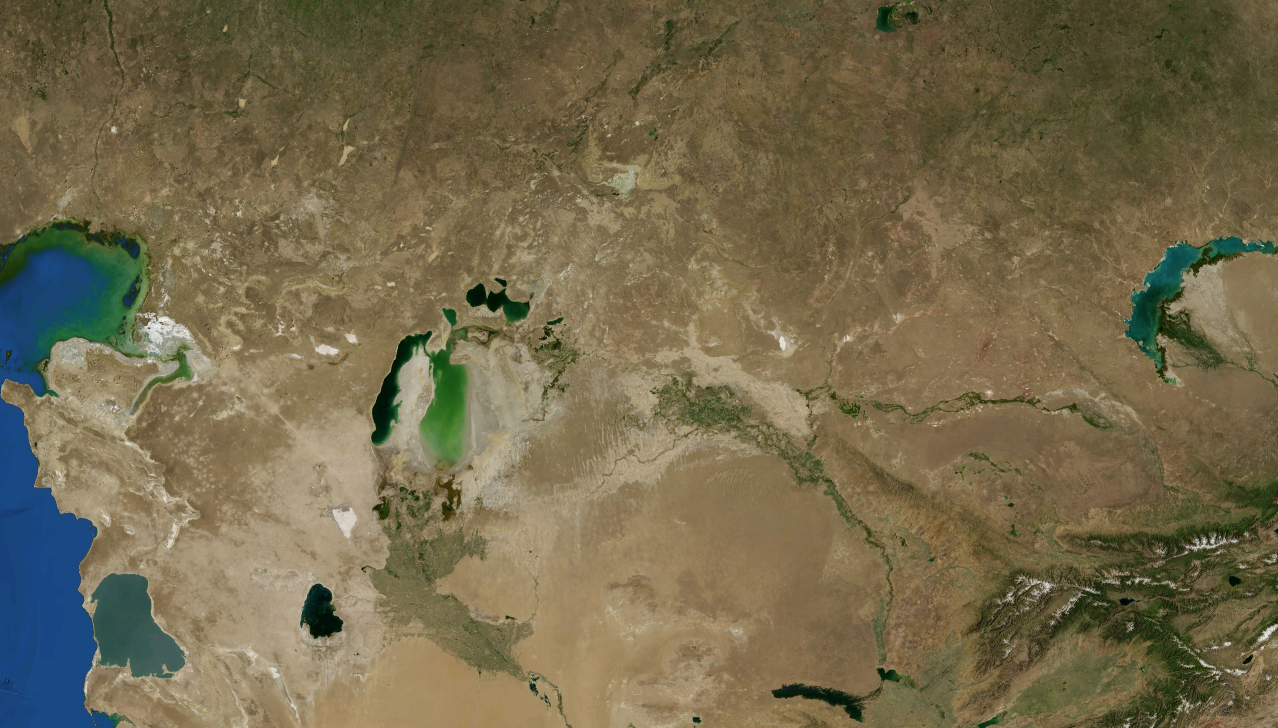
A sivatag műholdról

A Kizil-kum nagy részét egy kiterjedt, enyhén északnyugati irányba lejtő síkság teszi ki, ahol a délkeleti rész tengerszint fölötti magassága 300 m, északnyugaton pedig 53 m. A síkságon néhány medence és széttagolt hegység (Bo'kantov – 764 m, Quljuqtov – 785 m, Tomditov – 922 m) található, melyek diszlokált és metamorfizálódott paleozoikumi palából, szaruszirtből, mészkőből és gránitból állnak. A sivatag nagy részét homokdűnék és félig összeállt homokdombok takarják. A dűnék magassága általában 3 és 30 méter között változik, de megfigyeltek már 75 méternyit is. A síkságot kainozoikumi agyag és homokkő alkotja, északon és északnyugaton a Szir-Darja mellékfolyóinak vályogos-agyagos üledéke is megtalálható. Az északnyugati részen sok a takir, a mélyedések, kiszáradt ideiglenes tavak felhasadozott, szikes-agyagos medre.
Éghajlata egyértelműen kontinentális. A nyár forró, a júliusi középhőmérséklet 26–29 °C, a januári 0 °C és –9°С között van. Az éves csapadékmennyiség 100–200 mm, nagyrészt télen és tavasszal hullik le. Felszíni vízforrás sehol sem található (kivéve az időnként kiszáradó Zsanadarját, a Szir-Darja mellékfolyóját), de a talajvízkészletek jelentősek.

## Élővilága
A flóra nagy részér efemer növények teszik ki, mint például a vadtulipánok. A homokmasszívumok jellemző növényei a tengerparti sás vagy a fehér szakszaul. Az Aral-tóhoz közeli részeken az Anabasis és Salsola nemzetségek sivataghoz alkalmazkodott fajai jellemzőek, a száraz folyómedrek partjain erdőket alkothat a fekete szakszaul.
A sivatagi állatok alkalmazkodtak a víznélküli környezethez, vízszükségletüket kizárólag vagy elsődlegesen az élelmükből szerzik be. Többségük éjszakai életmódot folytat. Az emlősök közül előfordul a golyvás gazella, a hosszúkarmú és a sárga földimókus, versenyegerek és ugróegerek, a homoki macska és a líbiai vadmacska, a farkas, a pusztai róka, a sivatagi nyúl és különböző denevérek. Jellemző madár a búbospacsirta, az ázsiai sivatagi poszáta, a galléros túzok, szakszaul-szajkó, szavannasas, baglyok stb. A hüllők közül képviseltetik magukat a különböző viperák, homoki boák, gyíkok, varánuszok és kirgiz teknősök.

### Ősmaradványok
A Kizil-kum lepusztult üledékes kőzeteiben sok fosszília megtalálható, lelőhelyei közül legjelentősebb az üzbegisztáni Bissekti formáció amelyben több késő krétakori madármaradványt találtak, úgy mint: Enantiornis martini és E. walkeri, Kizylkumavis cretacea, Kuszholia mengi, Lenesornis kaskarovi, Sazavis prisca, Zhyraornis kaskarovi vagy Z. logunovi. A dinoszauroszok közül Tyrannosaurus, Therizinosaurus, Ornithomimosaurus, Oviraptorosaurus, Troodon, Ankylosaurus, Hadrosaurus és Ceratopsia fajokat ástak ki innen. Más kizil-kumi lelőhelyekről fatörzsek, kagylók, bogarak, cápák, ráják, csontoshalak, békák, szalamadrák, teknősök, krokodilok, pteroszauruszok és korai emlősök krétakori fosszíliái kerültek elő.

## Gazdaság
A térség gazdaságának alapját a gyorsan bővülő bányászat mellett a juhtenyésztés adja. A sivatag középső és nyugati részein felfedezett bőséges artézi vízkészletek kiaknázása lehetővé tette az állattenyésztést ezeken a helyeken is. A hegyekben márványt, grafitot és türkizt termelnek ki és néhány helyen aranyat is bányásznak. A középső régióban urán- és foszforitlelőhelyekre bukkantak. A sivatagot több autóút szeli át.

## Fordítás
- Ez a szócikk részben vagy egészben  a(z)   Кызылкум című orosz Wikipédia-szócikk ezen változatának fordításán alapul.  Az eredeti cikk szerkesztőit annak laptörténete sorolja fel. Ez a jelzés csupán a megfogalmazás eredetét és a szerzői jogokat jelzi, nem szolgál a cikkben szereplő információk forrásmegjelöléseként.